# Тиуатлан
Тиуатлан (исп. Tihuatlán) — город и административный центр одноимённого муниципалитета в мексиканском штате Веракрус. Численность населения, по данным переписи 2010 года, составила 14 417 человек.